# Oligobrachia plicata
Oligobrachia plicata är en ringmaskart som beskrevs av Ivanov och Gureeva 1980. Oligobrachia plicata ingår i släktet Oligobrachia och familjen skäggmaskar.
Artens utbredningsområde är Röda havet. Inga underarter finns listade i Catalogue of Life.